# Formica hirta
Formica hirta é uma espécie de formiga do gênero Formica, pertencente à subfamília Formicinae.